# Ганькіно (село)
Га́нькіно (каз. Ганькин) — село у складі району Магжана Жумабаєва Північноказахстанської області Казахстану. Входить до складу Полудінського сільського округу.
Населення — 168 осіб (2021; 221 у 2009, 300 у 1999, 396 у 1989).
Національний склад станом на 1989 рік:
- росіяни — 41 %
- німці — 30 %.